# Saint-Lambert-sur-Dive
Saint-Lambert-sur-Dive è un comune francese di 143 abitanti situato nel dipartimento dell'Orne nella regione della Normandia.

## Società

### Evoluzione demografica
Abitanti censiti